# Kenneth Bourne
Kenneth Bourne, FRHistS, FBA (* 17. März 1930 in Wick Lane, Carshalton, Wickford, Essex; † 13. Dezember 1992 in Lewisham, London) war ein britischer Historiker und Hochschullehrer, der von 1976 bis zu seinem Tode 1992 Professor für Internationale Geschichte an der London School of Economics and Political Science (LSE) sowie zwischen 1985 und 1988 auch Vize-Vorsitzender des Akademischen Ausschusses der University of London war. Er wurde 1969 mit dem Albert B. Corey Prize sowie 1982 zum Fellow der British Academy berufen.

## Leben

### Studium und Professor an der LSE
Kenneth Bourne, Sohn von Clarence Arthur Bourne, Direktor einer Druck- und Verlagsfirma, und dessen Ehefrau Doris English, begann nach dem Besuch der Southend High School 1951 ein grundständiges Studium am University College of the South-West, der heutigen University of Exeter. Er folgte seinem Mentor, Professor William Norton Medlicott, an die London School of Economics (LSE), als dieser 1953 zum Stevenson-Professor für internationale Geschichte ernannt wurde. 1955 schloss er dort seine Promotion zum Doctor of Philosophy (Ph.D.) ab und arbeitete daraufhin zwischen 1955 und 1956 als Wissenschaftlicher Mitarbeiter am Institute of Historical Research (IHR) der University of London. Nachdem er 1956 kurzzeitig einen Forschungsauftrag an der neuen University of Reading übernommen hatte, kehrte er 1957 an die LSE zurück und war zunächst zwischen 1957 und 1969 als Universitätslektor (Lecturer) tätig. 1969 wurde er außerplanmäßiger Professor (Reader) an der LSE.
1976 übernahm Bourne eine Professur für Internationale Geschichte an der London School of Economics und hatte diese bis zu seinem vorzeitigen Eintritt in den Ruhestand 1992 inne. 1984 wurde zum Fellow der British Academy berufen und war ferner zwischen 1985 und 1988 auch Vize-Vorsitzender des Akademischen Ausschusses der University of London.

### Werke und Wirken

#### Britain and the Balance of Power in North America, 1815–1908(1967)

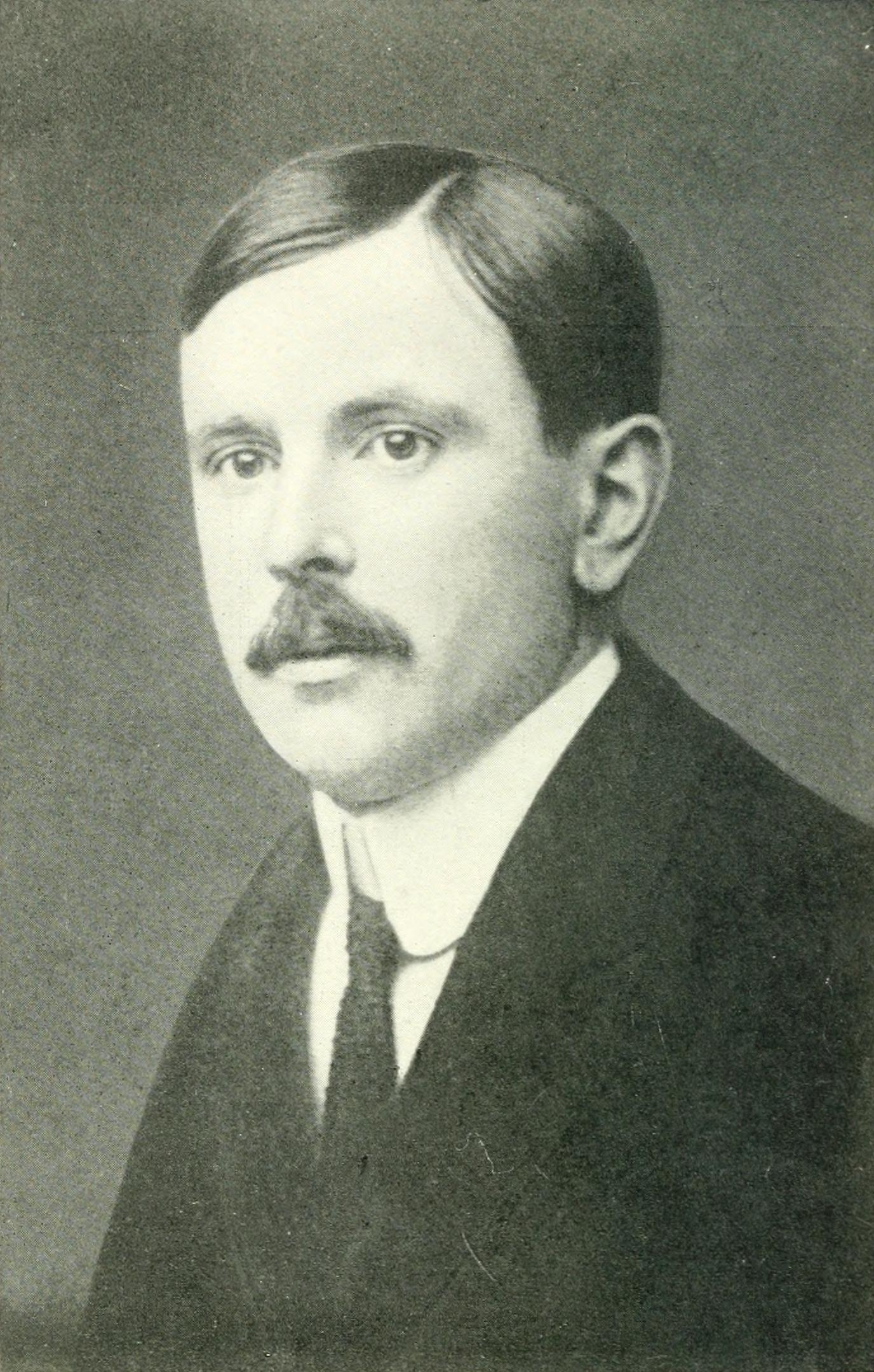
Robert William Seton-Watson, einer der Vorgänger Bournes als Kenner der viktorianischen Außenpolitik.

Bourne war der letzte einer Reihe bedeutender Historiker und Kenner der Außenpolitik des Vereinigten Königreichs im 19. Jahrhundert, einer Reihe, zu der Männer wie Harold Temperley, Sir Charles Webster und Robert William Seton-Watson gehörten. Er unterschied sich jedoch von seinen Vorgängern dadurch, dass er keinerlei Verbindung zur University of Oxford oder University of Cambridge hatte und sehr stark das Produkt des Bildungsgesetzes von 1944 (Education Act 1944) war. Sein Mentor und prägender Einfluss war W. N. Medlicott, selbst ein Produkt der University of London. Bournes Platz unter seinen Vorgängern ruht auf drei Säulen. Wo sie sich ausschließlich auf die britischen Beziehungen zu den europäischen Großmächten konzentriert hatten, brachte er als erster die Beziehungen Großbritanniens zu den Vereinigten Staaten in das Gesamtbild der viktorianischen Außenpolitik. Sein erstes Buch Britain and the Balance of Power in North America, 1815–1908 (1967) machte ihn sowohl in Großbritannien als auch in den Vereinigten Staaten sofort bekannt und wurde hierfür 1969 mit dem Albert B. Corey Prize ausgezeichnet.

#### The Foreign Policy of Victorian England, 1830–1902(1970)
Aber die Verdienste und neuen Ansätze, die er in diesem Buch zeigte, sollten in seinem zweiten Buch, der zweiten Säule seines Rufs, eine Rolle spielen. Er war von der traditionellen Diplomatiegeschichte seiner Vorgänger, die hauptsächlich aus den Archiven des Außenministeriums (Foreign Office) und den privaten Papieren bedeutender politischer und diplomatischer Persönlichkeiten stammte, zur Betrachtung der Außenpolitik und der Führung der Beziehungen zwischen ihnen übergegangen ein Staat und seinen Verbündeten als eine Zusammensetzung der gesamten Regierungsstruktur, die einerseits aus den Archiven des Palace of Westminster dokumentiert werden soll, und andererseits aus dem Militär, der Marine, dem Finanzwesen, dem Geheimdienst und anderen derartigen Regierungsorganen. Strategische Faktoren spielten in seinen Erzählungen eine Rolle, nicht nur, wenn große Kriege zu drohen schienen. Er war einer der ersten, der sich für Fragen des militärischen Geheimdienstes und der Außenpolitik interessierte. Wie seine Kollegen auf dem Gebiet des 20. Jahrhunderts empfand er Diskontinuitäten, die sich daraus ergaben, dass die getrennten Ansätze verschiedener Regierungsorgane auf beiden Seiten des Atlantiks sowie bei den europäischen Großmächten nicht gelöst wurden, als kein Problem. Bournes zweites Buch The Foreign Policy of Victorian England, 1830–1902 (1970) zeigt im Vergleich zum Beispiel mit Alan J. P. Taylors Struggle for Mastery in Europe, 1815–1914 (1954) deutlich, dass für Bourne „Außenpolitik“ ebenso sehr im Kabinett, im Kolonialministerium (Colonial Office), im Kriegsministerium (War Office) und/oder der Admiralität (Admiralty) wie von heroischen (oder verwirrten) Persönlichkeiten gemacht wurde, die für auswärtige Ämter verantwortlich waren. Bournes Werk sollte Generationen von Schülern zur Pflichtlektüre werden, die sich auf den Universitätseintritt vorbereiten. Vor dem Hintergrund der wirtschaftlichen und militärischen Macht Englands ist das wiederkehrende Thema des Buches die Entschlossenheit aufeinanderfolgender Regierungen, weltweit maximale Handlungsfreiheit zu bewahren. Ein einleitendes Kapitel erklärt, wie dies zur Hauptbeschäftigung der viktorianischen Staatsmänner wurde, und ein Epilog führt die Geschichte durch den Prozess der schrittweisen Verpflichtung zum Kriegsbündnis von 1914.

#### Palmerston: the Early Years, 1784–1841(1982)

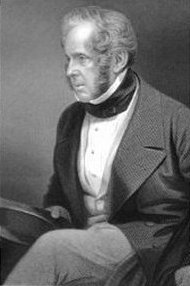
Über Henry Temple, 3. Viscount Palmerston, Premierminister zwischen 1855 und 1858 und erneut von 1859 bis 1865, schrieb Bourne eine Biografie über dessen frühe Lebensjahre.

Die dritte Säule, auf der Bournes Ruf ruht, ist seine (leider unvollendete) Biographie von Henry Temple, 3. Viscount Palmerston, deren erster (und einziger) Band, Palmerston: the Early Years, 1784–1841, 1982 erschien Es war zweifellos eine große Arbeit. Bournes Wahl zum Fellow in die British Academy folgte direkt auf ihre Veröffentlichung. Ohne die Entscheidung der Familie Mountbatten, ihm Zugang zu den Papieren von Palmerston zu gewähren, wäre dies nicht möglich gewesen, was sie Historikern bisher verweigert hatten. Aber Bourne hatte auch eine Reihe von privaten Papieren von Palmerstons vielen Korrespondenten entdeckt, die bedeutende Dokumente enthielten, die nicht in den Palmerston-Papieren selbst aufbewahrt wurden. Er hatte auch Kopien eines Großteils der beträchtlichen Menge an Memoiren, Briefen, Tagebüchern usw., die von Palmerstons politischen Zeitgenossen veröffentlicht wurden, gesichtet und tatsächlich in seinen Besitz gebracht. Als unermüdlicher Jäger von Antiquariaten in den südlichen Grafschaften Großbritanniens verbrachte er seine Wochenenden damit, britische Städte und Dörfer zu einer Zeit zu durchkämmen, als viele der kleinen Bibliotheken von Würdenträgern des 19. Jahrhunderts von ihren mittellosen Nachkommen verkauft wurden. Man kann sich des Gedankens nicht erwehren, dass Bourne Palmerston missbilligt hätte, wenn er ihn jemals von Angesicht zu Angesicht getroffen hätte. Aber seine historische Sicht auf Palmerston trug nicht dazu bei, eine der großen Heldenfiguren des frühen viktorianischen Großbritanniens zu verunglimpfen oder zu entlarven. Bourne malte Palmerston, der zwischen 1855 und 1858 und erneut von 1859 bis 1865 Premierminister war, als einen anmaßenden und oft skrupellosen Riesen, einen Mann, der seine grundlegende Integrität und Genauigkeit seines Urteilsvermögens hinter den Manieren und Fehden seiner Zeit verbarg. Zweifellos bewunderte und verherrlichte Bourne ihn trotz aller Fehler, die er an seinem Helden erkannte.

#### Spätere Forschungen
Bournes Werk war so beschaffen, dass es die Bewunderung professioneller Historiker erweckte, insbesondere jener, die nicht wie so viele seiner Zeitgenossen in die neue sozioökonomische Geschichte vertieft waren. Aber es erregte nicht die Vorstellungskraft der allgemeinen Bücher lesenden Öffentlichkeit, geschweige denn der Medien, die eher nach der Entlarvung der großen Männer des viktorianischen Großbritanniens suchten als nach der Bestätigung ihres bestehenden Rufs. Er verbrachte die letzten Jahre seines Lebens damit, Quellenmaterial für seine Periode zu veröffentlichen. Neben der Bearbeitung der Schriften von Francis Horner und Gilbert Elliot-Murray-Kynynmound, 2. Earl of Minto leitete er als Herausgeber die massive Veröffentlichung von 415 Bänden von Dokumenten durch die University Press of America, die aus den vertraulichen Dokumenten des Außenministeriums für die Jahre 1860 bis 1939 ausgewählt wurden, und war dabei insbesondere Hauptverantwortlicher für die Dokumente aus den Jahren vor 1914.
Seine größte Enttäuschung war die Unfähigkeit der Informationstechnologien, eine praktikable Technik zum Screenen der jährlichen Listen des Außenministeriums zu entwickeln, um die mechanische Zusammenstellung eines biografischen Wörterbuchs von Angehörigen des Auswärtigen Amtes und des diplomatischen Dienstes seit der Gründung des Foreign Office zu ermöglichen. Dies sollte seinen Teil zu den Feierlichkeiten der LSE zum 200-jährigen Jubiläum des Außenministeriums beitragen.
Als Bourne mit seiner Graduiertenforschung begann, waren britische Aufzeichnungen sogar bis zum Ende des 19. Jahrhunderts nur teilweise zugänglich. Die 50-Jahres-Regel wurde 1958 angenommen; bis 1967 war die Sperrfrist auf dreißig Jahre verkürzt worden. Mit der Öffnung nicht nur der Aufzeichnungen des Foreign Office, sondern auch der des Kabinetts sowie der Ministerien für Verteidigung, Krieg, Luftfahrt, Marine, Kolonien, Indien, Finanzen, eigentlich von ganz Whitehall, kam eine Flut von Privatpapieren aus dem zwanzigsten Jahrhundert. Bournes eigene Zeitgenossen waren die letzten britischen Doktoranden, für die der Tod von Königin Victoria das Nonplusultra der Archivforschung war. Als seine Palmerston-Biographie erschien, beschäftigte sich die überwiegende Mehrheit der an internationaler Geschichte als Forschungsgebiet interessierten Doktoranden mit dem Studium der Ursprünge des Zweiten Weltkriegs, wenn nicht sogar des Kalten Krieges. Nur die kleinste Handvoll interessierte sich für die Bereiche, in denen Bourne der unangefochtene Meister war. Die Intensivierung des äußeren Drucks auf alle britischen Universitäten, ihre Praktiken und Aufzeichnungen zu rechtfertigen, hinterließen sicherlich ihre Spuren in seinen letzten Jahren. Tatsächlich sollte er wertvolle Zeit und Mühe in Universitätsausschüssen und dergleichen aufwenden, um die Werte und die Kultur der unabhängigen Wissenschaft gegen äußere Feinde und innere Kritiker und Unruhestifter zu verteidigen. Es ist nicht auszuschließen, dass der Stress, den dieser Kampf bei ihm auslöste, zu seinem frühen Tod führte. Für diejenigen, die er unter seinen Zeitgenossen respektierte (und sein Urteil wie das von Medlicott beruhte ausschließlich auf Schätzungen der Professionalität als Gelehrte und Historiker), war er der beste und treueste aller Freunde und ein amüsanter, witziger, wenn auch manchmal zynischer Begleiter. Er war häufiger Gast an einer ganzen Reihe amerikanischer Universitäten und wurde 1992 kurz vor seinem Tode als Korrespondierendes Mitglied in die American Philosophical Society gewählt.
Aus seiner am 1. Januar 1955 mit der Pressesprecherin Eleanor Anne Wells, Tochter des Lebensmittelhändlers Edward Ronald Wells, gingen einen Sohn und eine Tochter hervor. Bourne starb am 13. Dezember 1992 im Lewisham Hospital in Lewisham, London, plötzlich im Schlaf an einem Herzinfarkt.

## Veröffentlichungen
- Studies in international history. Essays presented to W. Norton Medlicott, Mitherausgeber Donald Cameron Watt, London, Longmans, 1967.
- Britain and the Balance of Power in North America, 1815–1908, 1967 (Onlineversion Neuauflage 2021, ISBN 978-0-520-36617-6).
- The Foreign Policy of Victorian England, 1830–1902, 1970, ISBN 978-0-19-873008-8.
- The blackmailing of the Chancellor. Some intimate and hitherto unpublished letters from Harriette Wilson to her friend Henry Brougham, Lord Chancellor of England, London, Lemon Tree Press, 1975.
- The letters of the third Viscount Palmerston to Laurence and Elizabeth Sulivan, 1804–1863, London, Royal Historical Society, 1979.
- Palmerston: the Early Years, 1784–1841, 1982, ISBN 978-0-02-903740-9.
- British Documents On Foreign Affairs Reports And Papers From The Foreign Office Confidential Print. Part I, From The Mid-nineteenth Century To The First World War. Series F, Europe, 1848–1914, Part 1, Mitherausgeber Robin Leonard Bidwell und Donald Cameron Watt, University Publications of America, 1985–1997, Neuauflage 2018
- The papers of Queen Victoria on foreign affairs files from the Royal Archives, Windsor Castle, Mitherausgeber Blair Hydrick, University Publications of America, 1990

posthum
- The Horner papers. Selections from the letters and miscellaneous writings of Francis Horner, M.P., 1795–1817, Edinburgh University Press, 1994